# Der neue Schulmädchen-Report. 2. Teil: Was Eltern den Schlaf raubt
Der neue Schulmädchen-Report. 2. Teil: Was Eltern den Schlaf raubt ist ein deutscher Sexfilm aus dem Jahr 1971 und wird dem Genre Report-Film zugeordnet. Erstmals wurde der Film am 26. August 1971 aufgeführt.

## Inhalt
Wie schon im ersten Teil der Filmreihe, wird auch in diesem in sieben Episoden auf das Sexualverhalten junger Frauen eingegangen. Dabei wird auch auf angebliche Reaktionen von Frauen auf die Inhalte des ersten Teils eingegangen. Zwischen die Episoden knüpfen sich diverse Straßenumfragen zum Thema Sexualität und Sexualmoral im 20. Jahrhundert. Begleitet wird der Film von einem seriös anmutenden Off-Sprecher, der sich auf die „Jugend von heute“ beruft, mehr noch auf „Jugend, die die Revolution der Sexualität herbeigeführt hat.“
So wird behauptet, zahlreiche Zuschriften hätten nach dem ersten Schulmädchen-Report das Studio erreicht. Demzufolge werden ausgewählte Berichte von Augenzeugen im Film dargestellt. Drei Schülerinnen verführen ihren Physiklehrer und erpressen ihn mit den entsprechenden Fotos, was den Mann in den Suizid treibt. Die fünfzehnjährige Susanne verführt ihren Nachhilfelehrer, der deshalb zu einer Gefängnisstrafe verurteilt werden soll. Tessie hingegen wird von zwei Männern durch Alkohol und Drogen gefügig gemacht und anschließend missbraucht. Die sechzehnjährige Margot macht Sexfotos für ein Magazin, um sich etwas Geld zu verdienen. Elke hat es mit einem ziemlich unerfahrenen Mann zu tun, während die unschuldige Barbara von einem skrupellosen Mann geschwängert wird.

## Produktion und Veröffentlichung
Der Film entstand bei Rapid Film unter der Regie von Ernst Hofbauer. Das Drehbuch schrieb Günther Heller, Produzent war Wolf C. Hartwig und die Musik komponierte Gert Wilden. Die Kamera führte Klaus Werner. Das Titellied Schulmädchen sang Daisy Door. Die Rolle des Reporters übernahm Friedrich von Thun, der diesmal nicht in München, sondern in Berlin unterwegs war. 
Der zweite Teil der Schulmädchen-Report-Reihe wurde innerhalb von sechs Monaten fertig gestellt. Die Uraufführung fand am 26. August 1971 statt. Verliehen wurde der Film von Constantin Film Verleih.